# Rastrellamenti di Villa d'Ogna
I rastrellamenti di Villa d'Ogna furono due operazioni militari effettuate da soldati nazi-fascisti il 14 e il 22 luglio del 1944 ai danni della popolazione di Villa d'Ogna, durante la seconda guerra mondiale.

## L'incendio di Valzurio
Le sentinelle dei partigiani sparavano, dando così l’allarme: i nazi-fascisti, che salivano da Villa d’Ogna, venivano costretti a fermarsi a circa cinquecento metri dal paese; qui si disposero in ordine di combattimento.
Tra la formazione partigiana di circa 45 uomini, rimbalzarono gli ordini, da un fienile all’altro, da un partigiano all’altro; rapido sopralluogo alle posizioni nazi-fasciste, uno scambio di colpi, raffiche di mitraglia; sulla strada, davanti al grosso della colonna nazi-fascista, l’avvistamento degli ostaggi civili.
L’ordine preciso ai partigiani fu: ogni distaccamento agisca in modo autonomo, si salvi l’equipaggiamento, si eviti il combattimento in paese per non compromettere i civili e gli innocenti, ci si sposti sulle alture di Col Palazzo con disposizione a raggiera. In mezzo ad un inferno di fuoco d’armi automatiche pesanti e leggere, i partigiani poterono guadagnare le posizioni prestabilite. Lo sbaglio di calcolo di una colonna nazi-fascista, quella che veniva da Ardesio, fu la salvezza dei partigiani. In Valzurio però i nazi-fascisti non trovarono che civili e bottino da catturare a quelle povere famiglie che, con immense fatiche e sacrifici, avevano raccolto un po’ di roba e di animali. Qui ferirono anche una povera ragazza.
Tutto quanto era asportabile lo portarono via, malmenando il Parroco di Valzurio, percuotendolo duramente, e sfogando la loro rabbia nel saccheggiare, devastare e infine distruggere col fuoco l’intera frazione.»
(Don Giovanni Bonanomi in: Gabriele Carrara, Villa d’Ogna nel vortice della resistenza: diario del partigiano Carmelo, 1987, pp. 52-53.)
Con queste parole l'allora curato di Villa d'Ogna don Giovanni Bonanomi raccontava l'inizio di quel tragico 14 luglio 1944. 
Dopo aver dato alle fiamme la piccola contrada di Valzurio, sospettata di nascondere alcuni partigiani locali, i nazi-fascisti presero come ostaggi alcuni paesani. Tra gli ostaggi c'era anche il parroco di Valzurio don Zaccaria Tomasoni, scambiato probabilmente per il curato di Villa d'Ogna don Bonanomi, noto per essere aiutante dei partigiani locali.

## Le fucilazioni del 14 luglio 1944
Nel pomeriggio del 14 luglio 1944, dopo perquisizioni, saccheggi e requisizioni, uno dei militari della R.S.I., guardando con il cannocchiale, notò del movimento nei pressi della "stalla Casale": era il partigiano Carmelo Baronchelli, 34 anni, ex granatiere di Sardegna, reduce dal servizio militare. 
Carmelo stava scendendo dalla montagna in direzione del paese per assicurarsi che il suo curato, don Bonanomi, non fosse stato toccato dalle perquisizioni fasciste. Colto di sorpresa, cercò di nascondere le bombe a mano che teneva con sé, ma, dopo essere stato perquisito e disarmato, venne fucilato. Prima di morire riuscì a mettersi al collo la corona del Rosario e ad urlare a gran voce: “Viva l'Italia, viva la mia Italia”.
Carmelo Baronchelli fu la prima, ma non ultima, vittima di quel tragico giorno. Infatti il gruppo di militari, riunitisi al ponte di Villa d'Ogna, uccisero altre due persone: Luigi Pezzoli, contadino di 58 anni e Guerino Donda, giovane di Ardesio di 29 anni che passava di lì diretto a casa. Vennero entrambi catturati e trascinati presso il ponte per poi essere gettati nel canale adiacente e barbaramente uccisi.
Partendo, i nazi-fascisti presero con sé anche 2 ostaggi, Luigi Brusetti e Fortunato Speranza, i quali vennero deportati in Germania. Entrambi riuscirono a ritornare a casa, dopo un anno di prigionia.
I funerali dei caduti vennero solennemente celebrati solo dieci mesi più tardi, dopo la Liberazione del 25 aprile 1945.

## Le fucilazioni del 22 luglio 1944
Otto giorni dopo i tragici eventi del 14 luglio 1944, un'altra brigata fascista arrivò a Villa d'Ogna per perlustrare la zona e per perquisire le case dei paesani. I militari cercavano i partigiani che qualche informatore aveva segnalato nel territorio di Villa d'Ogna.
Un giovane portaordini, che avrebbe dovuto incontrarsi col curato don Bonanomi, incappò nei perlustratori repubblichini. Il giovane scappò e riuscì a raggiungere la frazione Festi Rasini dove si nascose facendo perdere le proprie tracce ai militari. 
Tuttavia, in quella stessa frazione, si erano nascosti altri due partigiani: Vincenzo Caccia, di 24 anni e Giovanni Carissimi, di 27 anni. Entrambi erano sfuggiti alla deportazione in Germania, si erano aggregati ai partigiani ed erano da poco sposati. 
I due cercarono di sfuggire alle perquisizioni in corso, tentando di saltare sul tetto di casa. Ma i perquisitori li videro e li uccisero fra le grida delle loro spose e dei loro genitori.

## Vittime
- Carmelo Baronchelli, 34 anni di Villa d'Ogna
- Luigi Pezzoli, 58 anni di Villa d'Ogna
- Guerino Donda, 29 anni di Ardesio
- Vincenzo Caccia, di 24 anni di Villa d'Ogna
- Giovanni Carissimi, di 27 anni di Villa d'Ogna